# Frédéric Favre

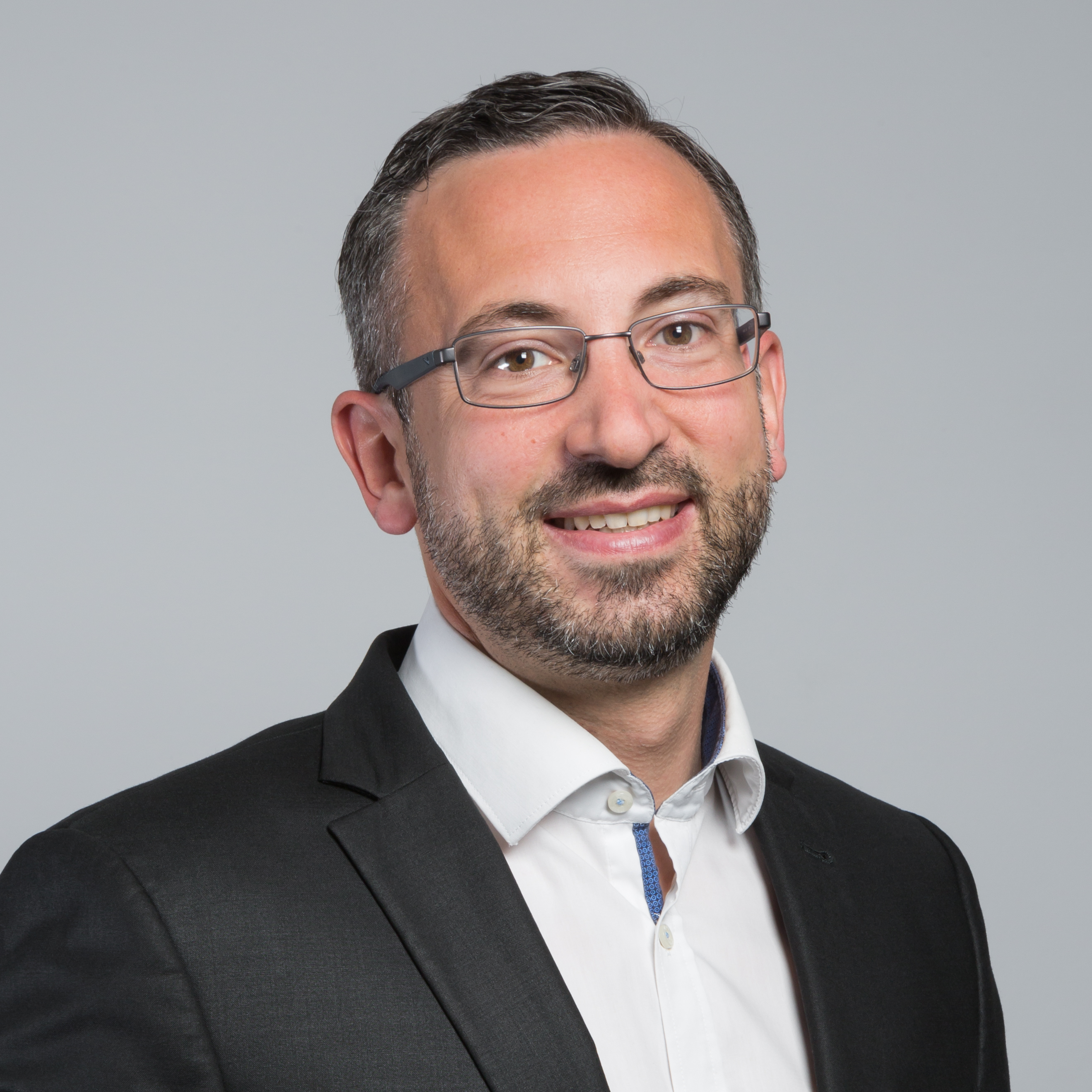
Frédéric Favre, 2019

Frédéric Favre (* 16. Juli 1979 in Genf; heimatberechtigt in Sierre) ist ein Schweizer Politiker, Mitglied der FDP.Die Liberalen und Staatsrat seit 2017, Vorsteher des Departements für Sicherheit, Institutionen und Sport des Kantons Wallis. 2017 wurde er zum Staatsrat des Kantons Wallis gewählt und 2021 in seinem Amt bestätigt. Er war von 1. Mai 2021 bis 30. April 2022 Präsident der Walliser Regierung.

## Werdegang
Frédéric Favre ist der Sohn eines Postbeamten und einer Buchhalterin und  verbrachte seine ersten Lebensjahre in Genf. Danach zog die Familie mit ihren zwei Kindern nach Dorénaz im Unterwallis. Nach einem eidg. kaufmännischen Fähigkeitsausweis spezialisierte sich Favre während 18 Monaten in der Deutschschweiz auf Human Resources und erhielt in neun Jahren berufsbegleitender Weiterbildung nacheinander ein eidgenössisches Fähigkeitszeugnis in Sozialversicherungen, ein eidgenössisches HR-Diplom sowie einen Master in Organisationsmanagement und schliesslich seinen Doktortitel  in Business Administration.
Als Chef des Personaldepartements der Migros Wallis war er auch Richter am Kantonalen Arbeitsgericht und Mitglied der kantonalen Kommission Sportfonds sowie der tripartiten kantonalen Kommission.
Favre ist Spitzensportler, fünfmaliger Schweizermeister in Karate und ehemaliger Eishockeyschiedsrichter in der Schweizer Liga A. Anfang April 2017, wenige Tage nach seiner Wahl in die Landesregierung, nahm er am Ski-Alpinismus-Rennen Trophées du Mouveran und außerdem während der Kandidatur der Schweiz für die Olympischen Spiele in Sion 2026 an der Patrouille des Glaciers von Zermatt nach Verbier teil.
Favre hat mit seiner Frau Annelore vier Kinder; die Familie wohnt in der Gemeinde Vétroz, deren Ehrenbürger er ist.

## Politische Laufbahn
2013 trat Favre der polit-ökologischen Bewegung „Avenir écologie“ bei und trat dann ein Jahr vor seiner Wahl in die Freisinnig-Demokratische Partei (FDP) ein. 2017 trat er in die Walliser Regierung ein. Seit 2017 ist er Vorsitzender des Departements für Sicherheit, Institutionen und Sport. Er ist zudem Mitglied der Direktion der Interkantonalen Konferenz für den Kindes- und Erwachsenenschutz (KOKES), die Fragen des Schutzes von Minderjährigen und Erwachsenen behandeln und koordinieren soll. Sie koordiniert auch die Zusammenarbeit der Kantone untereinander, mit dem Bund und nationalen Organisationen.
Im Mai 2019 wurde er zum Verwaltungsratspräsidenten der Westschweizer BVG und Stiftungsaufsichtsbehörde (As-So) gewählt, einem Konkordat auf Basis einer öffentlich-rechtlichen Anstalt mit den Kantonen Waadt, Wallis, Neuenburg und Jura. Dessen Aufgabe ist die Überwachung der Institutionen der beruflichen Vorsorge, um sicherzustellen, dass die verfügbaren Gelder rechtskonform eingesetzt werden.
Seit seinem Amtsantritt hat Favre der Kantonsregierung Massnahmen zur Professionalisierung der Kinder- und Erwachsenenschutzbehörden, der KESB, vorgeschlagen. Diese Reform ist eine Folge der Einführung des neuen Bundesrechts im Jahr 2013, welche Interdisziplinarität und Professionalisierung vorsieht. Zu den vorgeschlagenen Massnahmen gehören eine drastische Senkung der KESB von 23 auf 9 Einrichtungen und eine bessere Ausbildung ihrer Mitglieder. Zudem begann er mit der Reform des Strafvollzugs, die in vier Etappen über die nächsten zehn Jahre geplant ist. Favre wurde am 28. März 2021 wiedergewählt und bleibt Vorsteher des DSIS. Von Mai 2021 bis April 2022 amtete er zudem als Staatsratspräsident – Präsident der Walliser Regierung. Auf ihn folgte Roberto Schmidt.

### Verfassungsrat
Favre führte für die Regierung die Kampagne zur Einsetzung eines Verfassungsrates durch, der von einer apolitischen Bewegung, dem „Appel citoyen“, lanciert und in der Volksabstimmung vom 4. März 2018 angenommen wurde. Die Walliser Verfassung vom 8. März 1907 wurde somit vollständig revidiert, und der am 25. November 2018 gewählte Verfassungsrat hat vier Jahre Zeit, um eine Erneuerung der kantonalen Institutionen vorzuschlagen. Zu den aktuellen Aufgaben des Verfassungsrates gehören Fragen im Zusammenhang mit dem Proporzsystem, der Anzahl der Abgeordneten, der Anzahl der Bezirke oder der Beibehaltung der Präambel der Verfassung.

### Das olympische Projekt Sion 2026
Favre präsidierte als Sportminister die Delegation für die Kandidatur der Schweiz für die Olympischen Spiele in Sion 2026, die am 10. Juni 2018 in einer Volksabstimmung abgelehnt wurde. Favre verteidigte und erhielt die Organisation der UCI-Strassen-Weltmeisterschaften 2020, die im Wallis ausgetragen werden sollten, wegen der COVID-19-Pandemie in der Schweiz aber abgesagt wurden. Die Kandidatur von Crans-Montana für die Skiweltmeisterschaften 2027 wird von Favre ebenfalls unterstützt. Die FIS vergab die Organisation der alpinen Ski-WM 2025 an Saalbach-Hinterglemm. Favre setzte sich zudem erfolgreich für die Kandidatur des Wallis für die Mountainbike-WM 2025 ein – diese wird an drei Hauptschauplätzen stattfinden: Zermatt, Grächen und Leukerbad.